# Eunomo (homem perfeitíssimo)
Flávio Eunomo (em latim: Flavius Eunomus) foi um nobre romano do século IV. Pouco se sabe sobre ele, exceto que era da classe homem perfeitíssimo e que tinha como esposa Aurélias. Estas informações foram obtidas através de uma única inscrição (vi 31981 = ILCV 292).